# تشارلز فريزر (كاتب)

تشارلز فريزر (بالإنجليزية: Charles Frazier)‏ (1950  م) هو كاتب، وروائي، وكاتب سيناريو، ومؤلف أمريكي، ولد في آشفيل، كارولاينا الشمالية. فاز بجائزة الكتاب الوطني للخيال لعام 1997م عن روايته Cold Mountain.

## نشأته وتعليمه
وُلِد فريزر في آشيفيل بولاية نورث كارولينا، ونشأ في أندروز وفرانكلين بولاية نورث كارولينا، وتخرج من جامعة نورث كارولينا عام 1973م. حصل على درجة الماجستير من جامعة ولاية أبالاتشيان في منتصف السبعينيات، وحصل على درجة الدكتوراة في اللغة الإنجليزية من جامعة ساوث كارولينا عام 1986م. كان أحد الأعمال المنشورة لفرايزر عام 1985م بمثابة دليل درب لجبال الأنديز والمناطق المحيطة بها لنادي سييرا.
درَّس فريزر اللغة الإنجليزية، أولاً في جامعة كولورادو بولدر، ثم في جامعة ولاية نورث كارولينا. أقنعته زوجته بالاستقالة من أجل العمل بدوامٍ كاملٍ على روايته. قدمت صديقته وزميلته الروائية من نورث كارولينا، كاي غيبونز، روايته غير المكتملة إلى وكالتها الأدبية، مما أدى إلى نشر رواية Cold Mountain. 

## أعماله
كانت رواية Cold Mountain أول روايةٍ له، ونشرتها دار أتلانتيك مونثلي برس عام 1997م. وتتبع الرواية رحلة إنمان، وهو جنديٌ جريحٌ هاربٌ من جيش الكونفدرالية قرب نهاية الحرب الأهلية الأمريكية. وتتبع الرواية رحلته المروعة من الفرار من الجيش إلى إيجاد طريقه للعودة إلى المرأة التي تركها خلفه، آدا، التي تنتظره، وتتعامل بنفسها مع جميع أنواع المصاعب. إن قوة حب آدا وإنمان، وتفانيهما في لم شملهما، هي القوة الدافعة للرواية، إلى جانب دمج فريزر للسياق التاريخي. إن العمل غنيٌ بثقافة وحساسيات جبال كارولينا الشمالية، ويستند إلى التاريخ المحلي والقصص التي ورثها والد فريزر عن عم فريزر الأكبر، ويليام بينكني "بينك" إنمان (1839م- 6 فبراير 1865م). خدم إنمان، الذي كان من مقاطعة هايوود، المنطقة المحيطة بكولد ماونتن في غرب كارولينا الشمالية، في جيش الكونفدرالية، الذي فر منه بعد إصابته مرتين، ودُفن في مقبرة مجتمع بيت إيل، بيثيل، مقاطعة هايوود، كارولينا الشمالية. خدم "بينك" إنمان كجنديٍ في شركة F من فوج المشاة الخامس والعشرين في كارولينا الشمالية، وشارك فوجه في القتال في حصار بطرسبورغ، بما في ذلك معركة كريتر.
تتبع رواية فريزر الثانية Thirteen Moons، التي نُشرت عام 2006م، قصة رجلٍ واحدٍ عبر قرنًا من التغيير في أمريكا. تدور أحداث الرواية أيضًا في غرب كارولينا الشمالية، وتتتبع تورط رجلٍ أبيضٍ مع الهنود الشروكي قبل وأثناء وبعد نقلهم إلى أوكلاهوما. إنها قصة كفاحٍ وانتصارٍ ضد خطة الحكومة الأمريكية الناشئة لنقل شعب الشروكي الأصلي إلى أوكلاهوما. بناءً على نجاح "جبل بارد"، عُرض على فريزر مبلغ مقدم قدره 8 ملايين دولار مقابل Thirteen Moons.
تدور أحداث كتاب فريزر لعام 2011م، Nightwoods، في القرن العشرين، على الرغم من أن الإعداد لا يزال جبال الآبالاش.
رواية فريزر الرابعة، Varina، مبنيةٌ على حياة Varina Davis، السيدة الأولى للولايات الكونفدرالية الأمريكية. نُشرت في عام 2018م.
رواية فريزر الخامسة، The Trackers، تتبع رسامًا أثناء فترة الكساد الأعظم يتعقب امرأةً تحمل لوحةً ثمينةً.
- Cold Mountain (1997) ISBN 978-0802142849
- Thirteen Moons (2006) ISBN 978-0812967586
- Nightwoods (2011) ISBN 978-0812978803
- Varina (2018) ISBN 978-0062405982
- The Trackers (2023) ISBN 978-0062948083

## جوائز وترشيحات
حصل على جوائز منها:
- جائزة هارتلاند [الإنجليزية]‏ (1997)
- الجائزة الوطنية للكتاب عن فئة الخيال  [لغات أخرى]‏، عن عمل Cold Mountain (novel) [الإنجليزية]‏ (1997)
- جائزة ليليان سميث للكتاب [الإنجليزية]‏ (1997).
- الجائزة الوطنية للكتاب عن فئة الخيال  [لغات أخرى]‏

## وصلات خارجية
- تشارلز فريزر على موقع IMDb (الإنجليزية)
- تشارلز فريزر على موقع ميوزك برينز (الإنجليزية)
- تشارلز فريزر على موقع قاعدة بيانات الفيلم (الإنجليزية)
- تشارلز فريزر في قاعدة بيانات الأفلام على الإنترنت